# Viktor Bjarki Arnarsson
Viktor Bjarki Arnarsson (Reykjavík, 22 gennaio 1983) è un ex calciatore islandese, di ruolo centrocampista.

## Carriera

### Club
Arnarsson cominciò la carriera nelle giovanili del Víkingur. Passò poi agli olandesi del TOP Oss e poi nell'Utrecht, prima di tornare al TOP Oss. Lasciata ancora una volta questa squadra, Arnarsson passò al Vikingur e vestì poi la maglie del Fylkir. Dopo questa esperienza, tornò a giocare per il Vikingur.
Il 2 ottobre 2006 fu reso noto il suo trasferimento ai norvegesi del Lillestrøm. Non debuttò però con questa maglia in partite ufficiali. Il calciatore fu infatti prestato al KR Reykjavík. Rientrato dopo un anno, passò a titolo definitivo al Nybergsund-Trysil. Debuttò in Adeccoligaen il 5 aprile 2009, nella vittoria per 1-0 sul Mjøndalen. Il 30 agosto arrivò la prima rete, nella sconfitta per 4-1 sul campo del Sarpsborg 08. A fine stagione fu svincolato e tornò in patria, per giocare nel KR Reykjavík.

## Palmarès

### Club

#### Competizioni nazionali
- Campionato islandese: 2

KR Reykjavík: 2011, 2013
- Coppa d'Islanda: 2

KR Reykjavík: 2011, 2012
- Coppa di lega islandese: 2

KR Reykjavík: 2010, 2012
- Supercoppa d'Islanda: 1

KR Reykjavík: 2012